# Es ist Zeit für Musik
Albums de Mireille Mathieu
Mireille à Byblos
(1974) Bonsoir Mireille
(1982)
Es ist Zeit für Musik est un album allemand de la chanteuse française Mireille Mathieu sorti en 1978 sous le label Ariola. Cet album 2 disques et contient l'enregistrement d'une émission de télévision que Mireille a faite en Allemagne en 1977 sur la chaîne allemande ZDF. Toutes sont en version studio, le show étant entièrement interprété en play-back.

## Chansons de l'album
- Disque 1

-Face 1
1. Hinter den Kulissen von Paris (Georg Buschor/Christian Bruhn)
2. Es ist Zeit für Musik (Georg Buschor/Christian Bruhn)
3. Wenn Kinder singen (Michael Kunze/Bobby Goldsboro)
4. Es geht mir gut, Chéri (Georg Buschor/Christian Bruhn)
5. Une histoire d'amour (avec Sacha Distel) (Catherine Desage/Francis Lai)
6. Wem gehört die Welt (Kurt Hertha/Christian Bruhn)
7. In einem kühlen Grunde (Joseph von Eichendorff/Friedrich Glück)

-Face 2
1. Sur le pont d'Avignon (Georg Buschor)
2. Der Zar und das Mädchen (Georg Buschor/Christian Bruhn)
3. Medley (Tarata-Ting, Tarata-Tong, Die Kinder von Montparnasse, Casanova Pardon)
4. Un homme et une femme (Pierre Barouh/Francis Lai)
5. Akropolis Adieu (Georg Buschor/Christian Bruhn)
6. Die Spatzen von Paris (Georg Buschor/Christian Bruhn)

- Disque 2

-Face 1
1. Medley (An einem Sonntag in Avignon, Drei Matrosen aus Marseille, Der Wein war aus Bordeaux)
2. La Paloma Ade (Georg Buschor/Yradier)
3. Ganz Paris ist ein Theater (Georg Buschor/Christian Bruhn)
4. Ganz Paris ist ein Theater (Instrumental)
5. Paris vor Hunder Jahren (Instrumental)
6. Viens dans ma rue (André Pascal/Paul Mauriat)

-Face 2
1. Der pariser Tango (Georg Buschor/Christian Bruhn)
2. Medley avec Sacha Distel (You are my sunshine of my life, All In love Is Fair, Raindrops Keep Falling On My Head)
3. Die Liebe kennt nur der, der sie verloren hat (Günther Behrle/Christian Bruhn)
4. Mein letzter Tanz (Georg Buschor/Christian Bruhn)
5. Hinter den Kulissen von Paris (Georg Buschor/Christian Bruhn)
6. Es ist Zeit für Musik (Instrumental)